# Stylogomphus chunliuae
Stylogomphus chunliuae är en trollsländeart som beskrevs av Chao 1954. Stylogomphus chunliuae ingår i släktet Stylogomphus och familjen flodtrollsländor. IUCN kategoriserar arten globalt som livskraftig. Inga underarter finns listade i Catalogue of Life.